# دیدبان حقوق شیعیان
سازمان دیدبان حقوق شیعیان یک سازمان غیر انتفاعی و غیر دولتی است که وضعیت حقوق شیعیان در کشورهای مختلف را تحت نظر دارد. این سازمان در سال ۲۰۱۱ تأسیس شده و مرکزیت آن در آمریکا و واشنگتن است.